# Rally Islas Canarias - El Corte Inglés de 2006
El Rally Islas Canarias - El Corte Inglés de 2006, oficialmente 30.º Rally de Canarias - El Corte Inglés, fue la trigésima edición y la segunda cita de la temporada 2006 del Campeonato de España de Rally. Se celebró del 28 al 29 de abril y contó con un itinerario de quince tramos que sumaban un total de 186,62 km cronometrados.

## Itinerario
| Día   | Tramo | Nombre             | Distancia | Ganador             | Líder               |
| ----- | ----- | ------------------ | --------- | ------------------- | ------------------- |
| Día 1 | TC1   | Valleseco          | 15.63 km  | Dani Solà           | Dani Solà           |
| Día 1 | TC2   | Tejeda             | 10.31 km  | Dani Solà           | Dani Solà           |
| Día 1 | TC3   | Pozo de Las Nieves | 11.30 km  | Dani Solà           | Dani Solà           |
| Día 1 | TC4   | Valleseco          | 15.63 km  | Dani Solà           | Dani Solà           |
| Día 1 | TC5   | Tejeda             | 10.31 km  | Dani Solà           | Dani Solà           |
| Día 1 | TC6   | Pozo de Las Nieves | 11.30 km  | Dani Solà           | Dani Solà           |
| Día 1 | TC7   | Valleseco          | 15.63 km  | Alberto Hevia       | Dani Solà           |
| Día 1 | TC8   | Tejeda             | 10.31 km  | Dani Solà           | Dani Solà           |
| Día 1 | TC9   | Pozo de Las Nieves | 11.30 km  | Dani Solà           | Dani Solà           |
| Día 2 | TC10  | Telde              | 11.31 km  | Miguel Ángel Fuster | Dani Solà           |
| Día 2 | TC11  | Ayacata            | 10.26 km  | Miguel Ángel Fuster | Dani Solà           |
| Día 2 | TC12  | Artenara           | 15.88 km  | Miguel Ángel Fuster | Alberto Hevia       |
| Día 2 | TC13  | Telde              | 11.31 km  | Dani Solà           | Miguel Ángel Fuster |
| Día 2 | TC14  | Ayacata            | 10.26 km  | Dani Solà           | Miguel Ángel Fuster |
| Día 2 | TC15  | Artenara           | 15.88 km  | Miguel Ángel Fuster | Miguel Ángel Fuster |

## Clasificación final
| Pos. | Piloto               | Copiloto                 | Automóvil                  | Tiempo    | Diferencia |
| ---- | -------------------- | ------------------------ | -------------------------- | --------- | ---------- |
| 1.   | Miguel Ángel Fuster  | José Vicente Medina      | Renault Clio S1600         | 1:58:49.2 | 0.0        |
| 2.   | Dani Solà            | Xavier Amigò             | Citroën C2 S1600           | 1:59:01.6 | +12.4      |
| 3.   | Sergio Vallejo       | Diego Vallejo            | Renault Clio S1600         | 1:59:33.4 | +44.2      |
| 4.   | Fancisco José Suárez | Mario Jesús Quintero     | Mitsubishi Lancer Evo VIII | 2:03:09.8 | +4:20.6    |
| 5.   | Víctor J. Delgado    | Ignacio A. Eguren        | Subaru Impreza STi         | 2:04:41.5 | +5:52.3    |
| 6.   | Antonio Ponce        | Rubén González           | Volkswagen Polo S1600      | 2:05:00.1 | +6:10.9    |
| 7.   | Javier Azcona        | Dulce Matias             | Subaru Impreza STi         | 2:05:24.7 | +6:35.5    |
| 8.   | Antonio Ortega       | Luis Alejandro Hernández | SEAT León Cupra            | 2:06:15.7 | +7:26.5    |
| 9.   | Armide Martín        | Germán Bello             | Citroën C2 GT              | 2:06:58.7 | +8:09.5    |
| 10.  | Raúl Santana         | José Martínez Suárez     | Honda Civic Type-R         | 2:08:01.1 | +9:11.9    |